# Bitwa pod Amblève

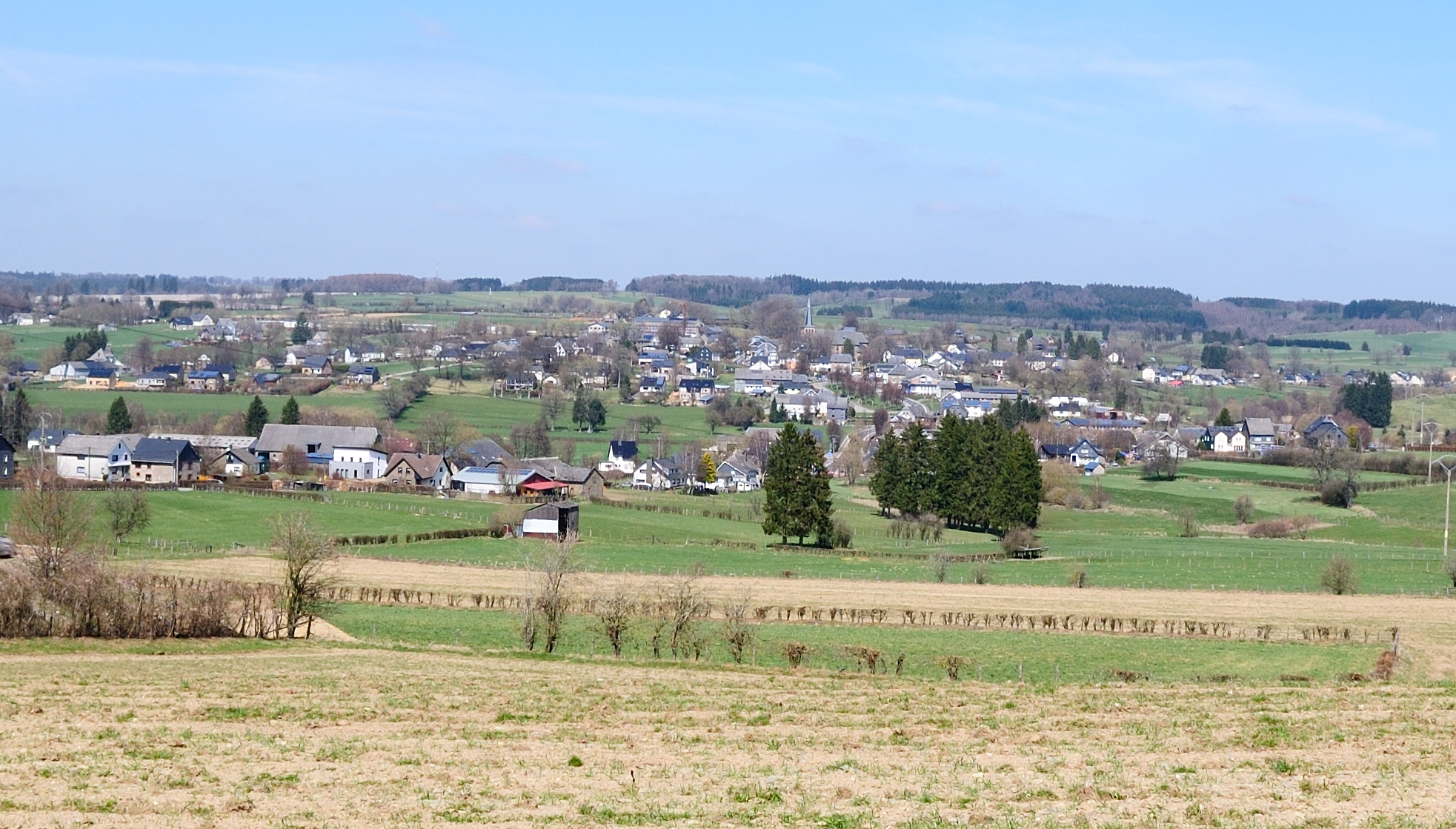
Amel (Amblève) obecnie)

Bitwa pod Amblève – starcie zbrojne, które miało miejsce w roku 716 w pobliżu Amel w trakcie wojny domowej w królestwie Franków toczonej w latach 715–718.  Było to pierwsze poważne zwycięstwo Karola Młota w długiej serii zwycięstw trwającej 25 lat, aż do jego śmierci.
W starciu tym wojska pod wodzą Karola Młota zadały straty armii Neustryjczyków powracających z Kolonii pod wodzą króla Chilperyka II. W trakcie starcia Karol użył fortelu udając odwrót, a następnie niespodziewanie zaatakował wrogów odpoczywających w południe, zadając im według roczników frankijskich znaczne straty.  
Frankowie odzyskali szereg miast m.in. Verdun.
W roku następnym Karol Młot odniósł zwycięstwo nad Neustryjczykami pod Vincy 21 marca 717 roku, zmuszając przeciwnika do wycofania się do Paryża.

## Wydarzenia wojny domowej 715–718
- 716 – Bitwa pod Amblève
- 717 – Bitwa pod Vincy
- 718 – Bitwa pod Soissons